# 중국 소시지
중국 소시지(中國sausage)는 중화권에서 만들어지는 여러 가지 소시지를 부르는 말이다.

## 종류
중국 소시지는 크게 통통한 것과 얇은 것으로 나뉜다. 쓰이는 재료 또한 돼지고기부터 돼지 간, 오리 간, 심지어는 칠면조 간에 이르기까지 다양하다. 간 소시지는 일반적으로 색깔이 더 진하며, 간을 넣지 않은 것은 색깔이 밝다. 최근에는 닭고기로 만든 중국 소시지도 생산된다.
| 이름            | 사진 | 설명 |
| --------------- | ---- | --- |
| 라창 (腊肠)     |      | 돼지고기로 만든 단단한 건조 소시지로, 지방을 다량 함유한다. 주로 훈제해 만들며, 단맛이 난다. 장미수, 미주, 간장 등으로 양념한다.                             |
| 룬창 (𬂀肠)     |      | 오리 간으로 만든 소시지이다. |
| 샹창 (香肠)     |      | 통통한 생소시지로, 거칠게 다진 돼지고기와 비계로 만든다. 단맛이 난다.                                                                                        |
| 눠미창 (糯米肠) |      | 찹쌀을 넣어 만든 흰 소시지로, 양념한 속을 채운 뒤 찌거나 삶아 익힌다. 중국 일부 지역에서는 한국의 순대와 유사한 방식으로 선지를 넣은 눠미창을 만들기도 한다. |
| 쉐창 (血肠)     |      | 중국식 선지 소시지이다. 둥베이 지역에서는 선지와 잘게 썬 고기를 넣은 바이러우쉐창(白肉血肠)을 만들기도 한다.                                                 |
| 훙창 (红肠)     |      | 붉은 훈제 소시지이다. 헤이룽장성 하얼빈 지역의 특산품이다.                                                                                                   |

### 중국 남부, 홍콩
중국 남부의 광둥성, 푸젠성, 장시성, 쓰촨성, 후난성 및 홍콩 지역의 여러 가지 요리에 라창(중국어 간체자: 腊肠, 정체자: 臘腸, 한어 병음: làcháng, 월병: laap6 coeng2 랍청[*])이 쓰인다. 쓰촨식 라창은 고춧가루와 화자오가루, 두반장이 들어가, 다른 지역의 소시지와 다른 독특한 풍미를 지닌다. 라창이 들어가는 대표적인 중국 남부 요리로는 차오판(볶음밥)과 노마이가이(찹쌀닭)가 있다. 전통시장 등에서는 케이싱을 씌우지 않은 전통적인 형태의 소시지를 볼 수 있다.

### 만주
중국령 둥베이, 특히 만주 헤이룽장성의 하얼빈에서는 지역 특산물로 붉은 훈제 소시지인 훙창(중국어 간체자: 红肠, 정체자: 紅腸, 병음: hóngcháng)이 있다. 다른 중국 소시지보다는 유럽의 리투아니아나 독일 소시지와 유사하며 조금 더 "서양"적인 풍미가 있다. 훙창은 1909년 하얼빈시 다오리구에 러시아 자본으로 설립된 추린양싱(秋林洋行) 소시지 공장에서 일하던 한 리투아니아인 직원이 처음으로 만들었다고 알려져 있다. 하얼빈식 훙창은 곧 중국령, 특히 만주 지역에 널리 퍼지게 되었다. 만주에서도, 훙창 이외에 남부식 소시지와 유사한 단맛 나는 건조 소시지 또한 생산되고 있다.

### 대만
대만에서 생산되는 샹창(중국어 정체자: 香腸, 병음: xiāngcháng)은 광둥식이나 홍콩식 라창보다 건조를 덜 해서 만들며, 지방과 고깃살이 유화되거나 설탕을 많이 넣어 단맛이 나기도 한다. 이러한 형태의 소시지는 정육점에서 바로 가공하여 팔거나 가정에서 직접 만들기도 한다. 대만의 다창바오샤오창은 찹쌀을 넣어 만든 눠미창(糯米肠)을 반으로 갈라 그 안에 샹창을 넣어 만든 길거리 음식이다.

## 같이 보기
- 진화 햄